# Psaltir
Psaltir (knjiga psalama) je dio časoslova koji sadrži psalme i druge pjesme za molitvu i pjevanje na misi ili u osobnoj pobožnosti. Naziv dolazi od grčke riječi ψαλτήριον (psalterion tj. psalterij) za glazbalo slično citri ili harfi uz koje su se pjevali psalmi.
U srednjem vijeku takva je knjižica ujedno bila i početnica iz koje su učili čitati pripravnici za svećenike i drugi vjernici. Često je bila bogato ilustrirana. 
Prvi hrvatskoglagoljski prijevod psaltira pripada starijoj redakciji – arhaičnoj ili južnoslavenskoj - zajedno sa Sinajskim psaltirom, kanonskim slavenskim rukopisom iz 11. stoljeća. Najpoznatiji su hrvatskoglagoljski psaltiri: Lobkovićev iz 1359., Pariški iz 1380. i Fraščićev iz 1463.

## Također pogledajte
- Brevijar
- Misal